# Carlia aramia
Carlia aramia — вид сцинкоподібних ящірок родини сцинкових (Scincidae). Ендемік Нової Гвінеї.

## Поширення і екологія
Carlia aramia мешкають на південному заході Папуа Нової Гвінеї, від річки Баму до річки Моргед і верхів'їв річки Флай, можливо, також на сході індонезійської провінції Південне Папуа. Вони живуть у відкритих вторинних заростях і порушених середовищах, на висоті до 500 м над рівнем моря..